# Лунгъях
Лунгъях (устар. Лунк-Ях) — река в России, протекает по Ханты-Мансийскому АО. Устье реки находится в 228 км по левому берегу реки Нёгусъях. Длина реки составляет 55 км, площадь водосборного бассейна 436 км².
В 14 км от устья, по левому берегу реки впадает река Ай-Лунк-Ях

## Данные водного реестра
По данным государственного водного реестра России относится к Верхнеобскому бассейновому округу, водохозяйственный участок реки — Обь от города Нефтеюганск до впадения реки Иртыш, речной подбассейн реки — Обь ниже Ваха до впадения Иртыша. Речной бассейн реки — (Верхняя) Обь до впадения Иртыша.
Код объекта в государственном водном реестре — 13011100212115200048250.